# Prefektura Hij
Hij je jedna od grčkih prefektura, dio periferije Sjeverni Egej. Većinom se nalazi na otoku Khíosu.

## Općine i zajednice
| Općina | YPES kod       | Sjedište (ako je različito) | Poštanski broj | Pozivni broj |              |
| ------ | -------------- | --------------------------- | -------------- | ------------ | ------------ |
| 1      | Agios Minas    | 5401                        | Thymiana       | 821 00       | 22730-3      |
| 2      | Amani          | 5402                        | Volissos       | 821 03       | 22740-2      |
| 3      | Ionia          | 5403                        | Kallimasia     | 821 00       | 22710-5 do 6 |
| 4      | Kampochora     | 5404                        | Chalkeio       | 821 00       | 22710-8      |
| 5      | Kardamyla      | 5405                        | --             | 823 00       | 22720-2      |
| 6      | Mastichochoria | 5406                        | Pyrgi          | 821 02       | 22710-7      |
| 7      | Omiroupoli     | 5408                        | Vrontados      | 822 00       | 22710-9      |
| 8      | Oinousses      | 5407                        | --             | 821 03       | 22710-52     |
| 9      | Hios (grad)    | 5409                        | --             | 821 00       | 22710-2 do 4 |
| 10     | Psara          | 5410                        | --             | 821 04       | 22740-6      |